# Remulopygus tjisaroanus
Remulopygus tjisaroanus är en mångfotingart som först beskrevs av Carl Graf Attems 1903.  Remulopygus tjisaroanus ingår i släktet Remulopygus och familjen Harpagophoridae. Inga underarter finns listade i Catalogue of Life.